# トーマス・マクガイア
トーマス・ブキャナン・マクガイア・ジュニア（Thomas Buchanan McGuire Jr.,1920年8月1日 – 1945年1月7日）は、アメリカ陸軍（陸軍航空軍）の軍人。最終階級は陸軍少佐。
アメリカ全軍において、第2位の撃墜数38機を誇るエース・パイロット。名誉勲章受勲者。

## 経歴
1920年8月1日、ニュージャージー州リッジウッドにて誕生し、親の転勤で10歳になる前にフロリダ州へ移住。1938年にはジョージア工科大学へ入学するが、1941年にアメリカ陸軍航空隊（アメリカ陸軍航空軍）に志願し、大学を中退する。士官候補生としてテキサス州ランドルフフィールドで訓練を受け、卒業後、アラスカやアリューシャン列島でP-39 エアラコブラを操縦し、哨戒任務に従事していた。
その後、太平洋戦争が始まり、1942年12月にアメリカ本土へ戻ったマクガイアは、マリリン・ギースラー(Marilynn Giesler)と結婚。翌年3月に第49戦闘航空群第431戦闘飛行隊に配属され、南太平洋の戦地へと送られた。既に経験豊富なパイロットであり、指揮官には打ってつけ人材だったマクガイアはP-38 ライトニングを愛機とし、1943年8月18日には日本陸軍の一式戦闘機「隼」2機と三式戦闘機「飛燕」1機を撃墜、その翌日にはさらに2機を撃墜し、エース・パイロットの要件を満たした。1943年10月17日の戦闘中、日本海軍の零式艦上戦闘機を3機撃墜した直後、自身も撃墜され、辛くも乗機から脱出。その際に肋骨を折り、また手首には7.7mm機関銃弾による怪我を受けた。哨戒魚雷艇に救出されたのち、6週間の入院生活を送ったが、この時に銀星章とパープルハート章を授与されている。その後、しばらくの間マクガイアは前線を離れるが、その中で、チャールズ・リンドバーグと会い、P-38での長距離航法の手ほどきを受けている。

### 最期
前線へ舞い戻ったマクガイアはその後も撃墜数を伸ばし続け、フィリピン戦中の1944年12月25日から26日の2日間でルソン島上空にて少なくとも7機の日本軍機を撃墜。マクガイアとトップ・エースの座を競っていたリチャード・ボングは同年12月、命令により戦場を離れアメリカ本土に帰国していたが、マクガイアも翌1945年2月には帰国することになっており、ボングの撃墜記録を抜けるか気を揉んでいた。
1945年1月7日、天候不良のなかマクガイアはP-38Lに搭乗し、ベテランのジャック・リットメイヤー少佐と操縦経験の浅いエド・ウィーバー大尉、ダグ・スロップ中尉からなる「ダディ・フライト」（フライトは小隊の意）を率いて哨戒任務に出撃。哨戒中、ネグロス島上空において偵察任務から帰還中の日本陸軍飛行第54戦隊の杉本明准尉操縦の一式戦「隼」三型甲（キ43-III甲）1機と遭遇、空戦に入り、途中でスコールから出てきた飛行第71戦隊の福田瑞則軍曹操縦の四式戦闘機「疾風」一型甲（キ84-I甲）1機とも遭遇。結果として、マクガイアとリットメイヤーは墜落・戦死した。杉本機と福田機は被弾するも離脱に成功、杉本機は不時着し福田機はマナプラ飛行場に着陸し生還した(機体は被弾多数のため廃棄処分)。なおマクガイアは空戦に入る前、僚機に対し落下タンクは切り離さないよう指示していた。
この空戦の詳細な状況については判明しておらず、説が分かれている。まず「隼」の杉本機にリットメイヤー機(P-38J)を撃墜され取り逃がし、その後現れた「疾風」の福田機に低高度にて同位対進戦(同位反航戦)を挑むも撃墜されたという説がある。しかし僚機の証言や資料によっては杉本機に撃墜されたのがマクガイア機であるともされる。
マクガイア機は被弾する前に失速して墜落したという説もある。杉本機または福田機を追って、または背後をとられた僚機を救出するために低速・低空で無理な急旋回を試みたところ、落下タンクが付いたままだったことも災いし失速を招いたというものである。
ベテラン・パイロットである第54戦隊の杉本准尉（下士官操縦学生第82期）と異なり、第71戦隊の福田軍曹（少年飛行兵第10期）は新米だった。当初、福田軍曹はアメリカ軍輸送船団索敵任務のため僚機1機を連れ「疾風」で出撃するも、会敵できずまた天候不良のため僚機とはぐれ単機で帰還中、同じく偵察飛行に出撃し帰還中であった第54戦隊の杉本機と合流する。福田機がマナプラ飛行場に着陸体勢にはいった際、マクガイア編隊と遭遇し杉本機が劣位から応戦し上記の戦闘となった。福田軍曹はマラリアによる高熱をおして出撃しており、また乗機の「疾風」には落下タンクと100kg爆弾を搭載したまま空戦に突入、P-38との対進戦では体当たり覚悟だった。福田軍曹は大戦を生き延び、戦後の取材で上記の戦闘模様を語っている。
マクガイアはこの日、愛機「パジー5世」号(「131」号機、シリアルナンバー42-66817)ではなく、なぜか他のパイロットが使っていた"Eileen-Ann"号(「112」号機、シリアルナンバー44-24845)で出撃していた。いずれにせよ、彼は自らを含む2機損失(戦死)、戦果なし(不時着、全損各1機)という不本意な結果で経歴を終えることとなった。遺体は現地人に確保され、1947年になってアーリントン国立墓地に埋葬された。
マクガイアの戦功を記念し、彼の出身地ニュージャージー州トレントンにある基地はマクガイア空軍基地(McGuire Air Force Base)と名付けられた。